# Slette Å
Slette Å er en cirka 10 km lang å der danner østgrænsen for Svinkløv Klitplantage i Vester Han Herred , nu Jammerbugt Kommune i Thy. Den har sit udspring cirka 5 km øst for Fjerritslev, og løber overvejende mod nord, forbi Hjortdal Kirke og den tidligere hovedgård Slettegård, og løber ud i Jammerbugten ved Slettestrand. 
I 1961 blev 20 hektar af Hjortdal, herunder Slette Å, fredet for at beskytte ådalen mod bebyggelse og for at bevare det åbne landskab.  
Skov- og Naturstyrelsen købte i efteråret 2008 opstemningsrettighederne ved Hjortdal Dambrug, og indgik en aftale med ejeren om et naturgenopretningsprojekt  ; Den nordlige del af Slette Å indgår i Natura 2000-område 13: Svinkløv Klitplantage og Grønne Strand, og er et EU-habitatområde (H13)

## Eksterne kilder og henvisninger
1. ↑  Fredningsbekendtgørelse 1961
2. ↑  Hjortdal Dambrug – et nyt naturgenopretningsprojekt, skovognatur.dk
3. ↑  Dambrug bliver natur , nordjyske.dk

|  | Denne artikel om lokaliteten Slette Å kan blive bedre, hvis der indsættes et (bedre) billede. Du kan hjælpe ved at afsøge Wikimedia Commons for et passende billede eller lægge et op på Wikimedia Commons med en af de tilladte licenser og indsætte det i artiklen. |

57°9′11″N 9°21′11″Ø / 57.15306°N 9.35306°Ø